# プルゼニ (小惑星)
プルゼニ (2613 Plzeň) は、小惑星帯の小惑星である。1979年8月30日、チェコスロバキア（当時）のクレチ天文台 (Hvězdárna Kleť) でラディスラフ・ブローチェクが発見した。
現チェコ共和国のボヘミア地方の都市プルゼニにちなんで命名された。